# Isoberlinia tomentosa
Espèce
Synonymes
- Berlinia dalzielii (Craib & Stapf) Baker f.[1]
- Isoberlinia dalzielii Craib & Stapf[1]

Isoberlinia tomentosa est une espèce de plantes à fleurs de la famille des Fabaceae et du genre Isoberlinia. C'est un arbre présent en Afrique tropicale.

## Description
C'est un arbre de 3 à 18 m de haut, avec un fût, souvent creux, d'une hauteur de 6 à 7 m et d'un diamètre de 0,4-0,5(-1) m, un feuillage gris ou jaunâtre-tomenteux, des fleurs blanches et des gousses tomenteuses qui éclatent à maturité, laissant se disperser les graines,.

## Distribution
L'espèce est présente en Afrique tropicale, notamment en Afrique de l'Ouest,.

## Habitat

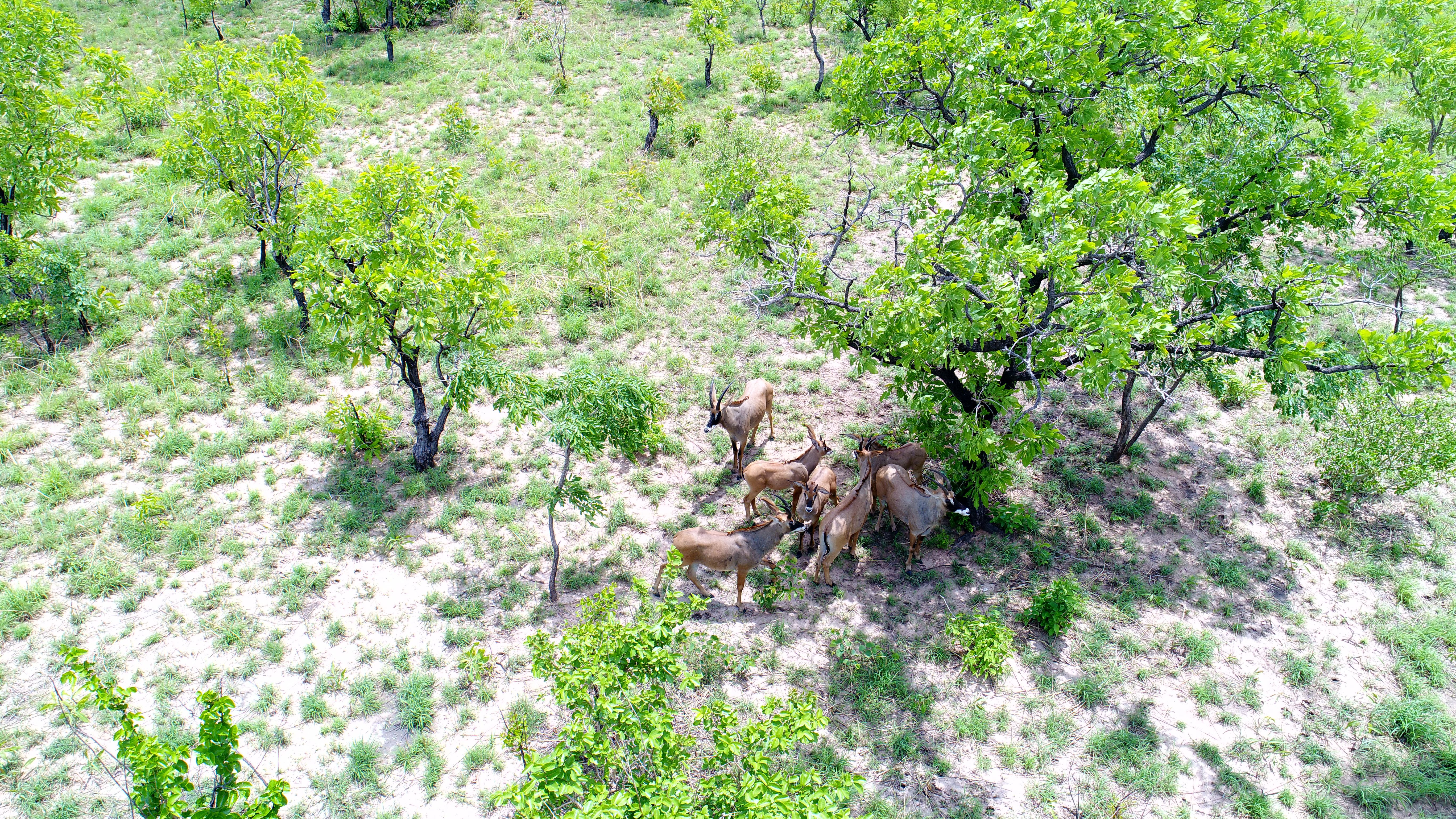
Hippotragues dans un paysage à Isoberlinia au nord-ouest du Bénin.

On la rencontre dans la savane arborée, en terrain rocailleux, souvent associée à Isoberlinia doka, à une altitude comprise entre 610 (voire moins) et 1 850 m,. Les deux espèces sont fortement menacées par la pression anthropique.

## Utilisation
Au Ghana, les feuilles fraîches sont consommées par les bovins.